# 映画人
映画人（えいがじん、シネアスト、仏語cinéaste）は、映画を実践する芸術家をいう。この語は、ルイ・デリュック（1890年生 - 1924年没）によって1920年ころに発明されたもの。

## 概要
- ルイ・デリュック賞に名を残すデリュックは、「映画人（シネアスト）」という単語を発することによって、「商業」映画と「芸術」映画（つまり後者のみが研究対象）の間に横たわる差別構造に、異議を唱えようとしたのである。
- フランスの一部の映画の演出家たちは、「映画人（シネアスト）」の呼称を好む。というのも、「映画人」は、たったひとりの同一人物がつくりだすフィルム（映画作品）とその創造行為に対してより多くの言及をされるが、一方「演出家」というタームにあっては、むしろ仕事を共有しているということを喚起するからである。ひとりの「映画人」とは、いくぶん、作家であり演出家であり編集技師を兼ねた人物である、といえる。

## 日本での語の受容
- 「シネアスト」という響きはかなりスノッブなものであり、また「映画人」という語は、もともとの仏語の訳語から離れ、俳優を含めた、テレビと対比して、映画の世界に軸足を置いた活動をする表現者を呼ぶ傾向がある。
- 1980年代の一時期、青土社から『シネアスト 映画の手帳』というハイブラウな雑誌が編集・発行されていた。蓮實重彦責任編集の『季刊リュミエール』（筑摩書房刊）の創刊のころには休刊していた。